# Duncan Goodhew
Duncan Alexander Goodhew (Marylebone, 1957. május 27. –) olimpiai bajnok brit úszó.
Két érmet nyert az 1980-as moszkvai olimpián. Tanulmányait Millfieldben, egy magániskolában folytatta. Ő volt az angol úszócsapat kapitánya, és így többszörös olimpiai bajnok. Messziről felismerhető volt születése óta kopasz fejéről. Betegsége (alopecia universalis) folytán egyáltalán nincs szőrzete. Ez előnyére válik úszás közben, mert így a hidrodinamikából származó előnyök még gyorsabbá teszik.
Az úszás mellett könyvírással, valamint retorikával foglalkozik. A sportban nyújtott teljesítményei miatt II. Erzsébet a Brit Birodalmi Rend tagjává avatta.